# High Efficiency Image File Format
L’High Efficiency Image File Format (HEIF) è un formato contenitore che può ospitare file immagine singoli e sequenze di immagini, sviluppato dal Moving Picture Experts Group (MPEG) e standardizzato come MPEG-H Part 12 (ISO/IEC 23008-12).
Le specifiche del formato indicano anche come inserire immagini o sequenze all'interno di video HEVC.
I file HEIF sono compatibili con l'ISO Base Media File Format (ISOBMFF, ISO/IEC 14496-12) e possono contenere anche altri tipi di contenuti multimediali come testo o suoni.

## Storia
I requisiti dell'HEIF sono stati definiti nel 2013, mentre lo sviluppo delle specifiche tecniche ha richiesto circa un anno e mezzo ed è stato completato nel 2015.
Il sistema operativo iOS 11 supporta il formato HEIF e include API per la creazione di nuovi file, mentre in macOS High Sierra sono presenti solo le librerie per la decodifica e la visualizzazione dei file HEIF.
Il formato HEIF è supportato da Android 8 e successivi.

## Uso
L'HEIF è stato sviluppato in maniera tale da semplificare alcuni utilizzi del formato.

### Fotocamere digitali e smartphone
Data la sua maggior capacità di compressione rispetto al JPEG, l'HEIF può essere usato per memorizzare immagini in dispositivi con una capacità di memoria limitata, come fotocamere digitali e smartphone, anche con immagini con risoluzione elevata (ad esempio in 4K), senza dover ridurre la qualità per risparmiare spazio.
La capacità dell'HEIF di contenere sequenze di immagini permette di raccogliere più scatti a uno stesso soggetto in un unico file, rendendo più facile la memorizzazione e la condivisione delle immagini.

### Pagine e applicazioni web
L'HTML5 permette di indicare più alternative per la stessa immagine per consentire al browser di scegliere quella più opportuna. Avendo l'HEIF una capacità di compressione più elevata, pagine web e applicazioni che usano questo formato consentono di ridurre le dimensioni e i tempi di scaricamento dei contenuti.

### Elaborazione digitale delle immagini
La modifica dell'orientamento dell'immagine e il taglio sono facilmente eseguibili su file HEIF e non richiedono la ricodifica dell'immagine. Inoltre, lo standard introduce un framework per operazioni di modifica non distruttive che possono essere stabilite da specifiche esterne. Ciò permette di memorizzare le istruzioni per la modifica nello stesso file dell'immagine originale.